# Hal Surface
Harold Surface est un ancien joueur américain de tennis, né en 1913. Originaire de Kansas City. Décédé le 2 septembre 2001

## Palmarès

### Titres en simple
- 1939 : Jamaica, bat Charles Hare, (8-6, 6-4)
- 1939 : Maryland state championships, bat Ed Alloo, (6-4, 5-7, 6-2, 6-1)
- 1939 : Fox River Valley championship, bat Ernie Sutter, (5-7, 6-4, 6-0, 9-7)
- 1943 : East India, bat Dilip Bose (6-3, 6-0, 6-3)
- 1943 : India War Fund Tournament, bat Iftikhar Ahmed Khan, (3-6, 6-3, 6-4, 6-3)
- 1950 : Kansas Open, Erwin Busick (6-0, 6-3, 6-2)
- 1951 : Missouri valley tournament bat Clint Nettleton, (5-7, 6-3, 6-0, 6-4)

### Finales en simple
- 1932 : Monterrey, Ricardo Tapia, (2-6, 6-4, 4-6, 6-1, 6-4)
- 1934 : Indiana State, Gene Mako, (6-1, 6-1)
- 1934 : Canadian championships, Marcel Rainville, (6-3, 7-5, 6-0)
- 1935 : Seigniory Club tournament, Marcel Rainville, (6-4, 3-6, 6-3)
- 1936 : United North and South tournament, Donald Budge, (6-0, 6-0, 6-1)
- 1938 : Seigniory Club tournament, Don McNeill, (3-6, 6-1, 6-2)
- 1939 : Eastern Slope, Wayne Sabin, (8-6, 9-7, 7-9, 6-1)
- 1939 : Montego Bay, Elwood Cooke, (3-6, 4-5 abandon)
- 1940 : New Jersey state championships, Elwood Cooke, (6-2, 7-5, 6-4)
- 1940 : Daytona Beach South Atlantic, Bobby Riggs, (0-6, 5-7, 6-2, 6-2, 6-3)

### Titre en double
- 1945 : Cincinnati, avec Bill Talbert bat Elwood Cooke / Sarah Palfrey[2]

## Exhibition
- 1936 : USA contre France[3]
  - Hal Surface bat Bernard Destremau	(6-4, 5-7, 6-4)
  - André Merlin bat Hal Surface (3-6, 6-2, 8-6)
  - Marcel Bernard bat Hal Surface (6-0, 6-2)
  - Donald Budge / Hal Surface battent Christian Boussus / Yvon Petra (6-1, 11-9)